# نحشية
النَحَشية أو النَحَشيين أو الحنشية أو الحنشيين هي طائفة غنوصية مسيحية كانت موجودة في حوالي المائة ميلادي سموا بهذا الاسم نسبة إلى النَحَش נָחָשׁ الذي بالعبري يعني الحنش.
مثلّوا هم وطوائف أخرى ما يعرف بالغنوصية الأوفية (نسبة إلى ὄφις -أوفيس- التي تعني الثعبان بالإغريقي) والتي تميزت الطوائف المنضوية تحتها بأنها قدست الحية المذكورة في سفر التكوين. كانت النحشية تدعي بأن ماريامن أحد تلاميذ يعقوب البار هو من علمهم علومهم.